# Longages
Longages is een gemeente in het Franse departement Haute-Garonne (regio Occitanie). De plaats maakt deel uit van het arrondissement Muret. Longages telde op 1 januari 2022 3.336 inwoners.

## Geografie
De oppervlakte van Longages bedroeg op 1 januari 2022 21,42 vierkante kilometer; de bevolkingsdichtheid was toen 155,7 inwoners per km².

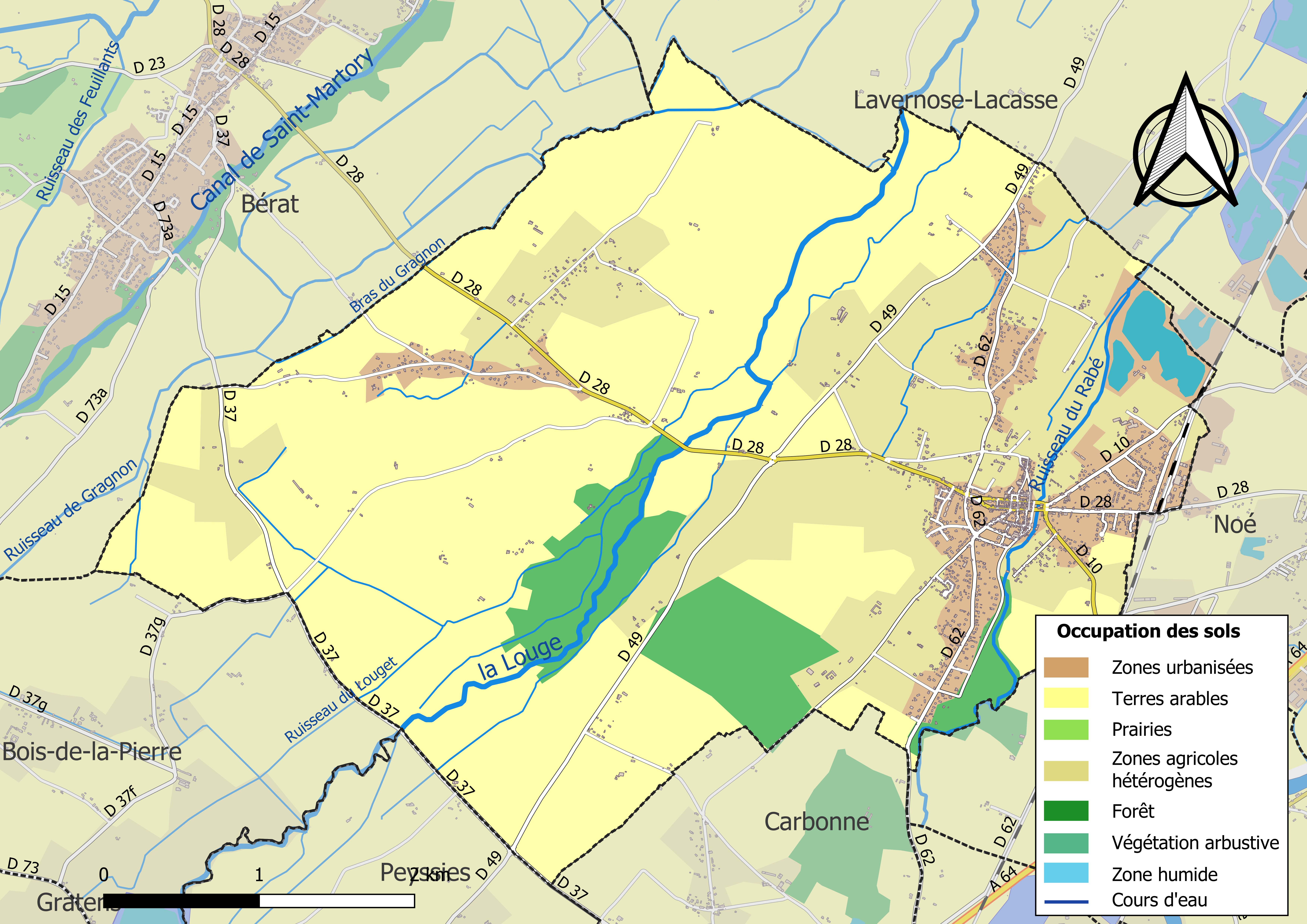
Kaart van de gemeente met belangrijkste infrastructuur, bodemgebruik en omliggende gemeenten

## Verkeer en vervoer
In de gemeente ligt spoorwegstation Longages - Noé.

## Demografie
Onderstaande figuur toont het verloop van het inwonertal (bron: INSEE-tellingen).